# Gramme-dynamo

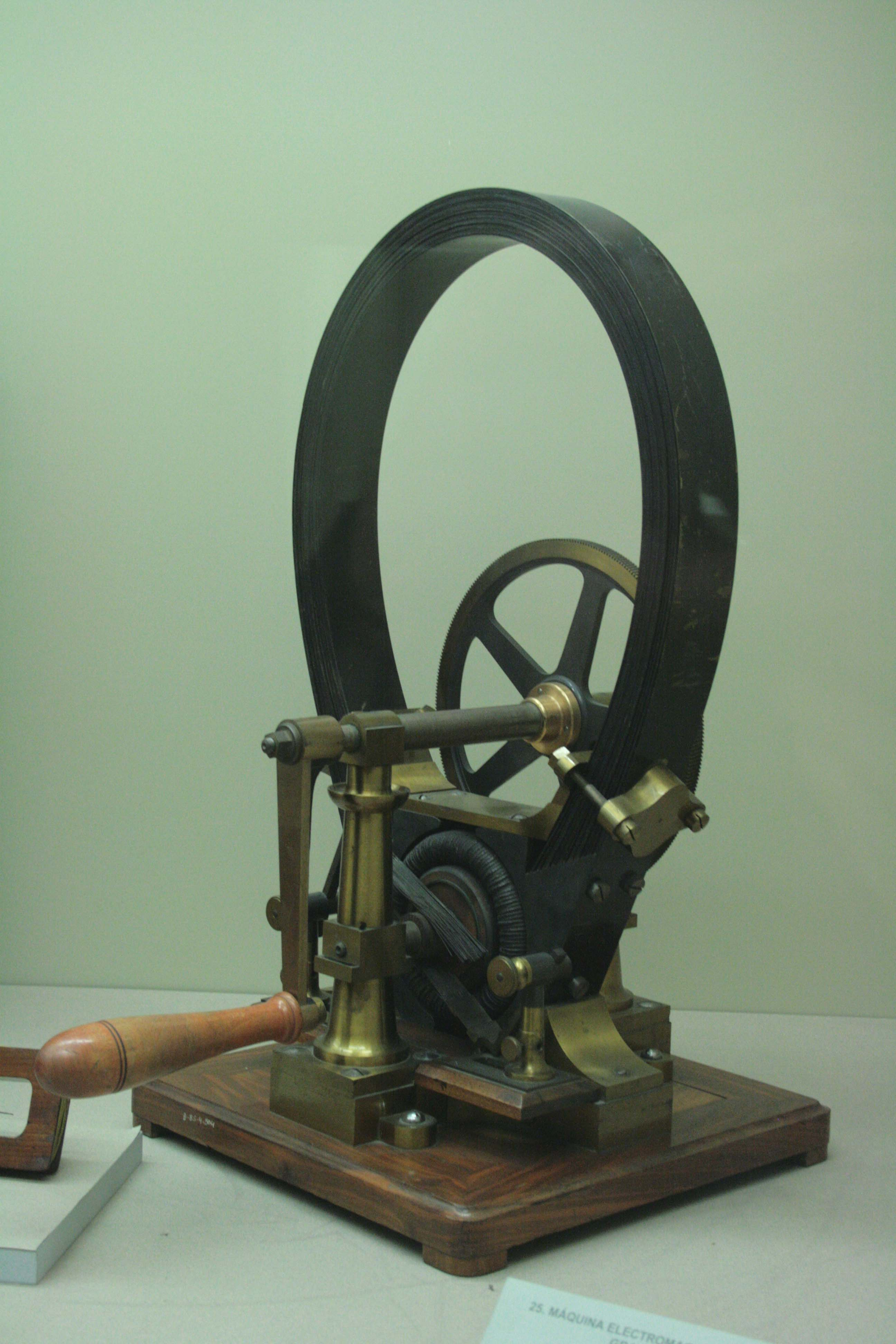
Model van een Gramme-dynamo

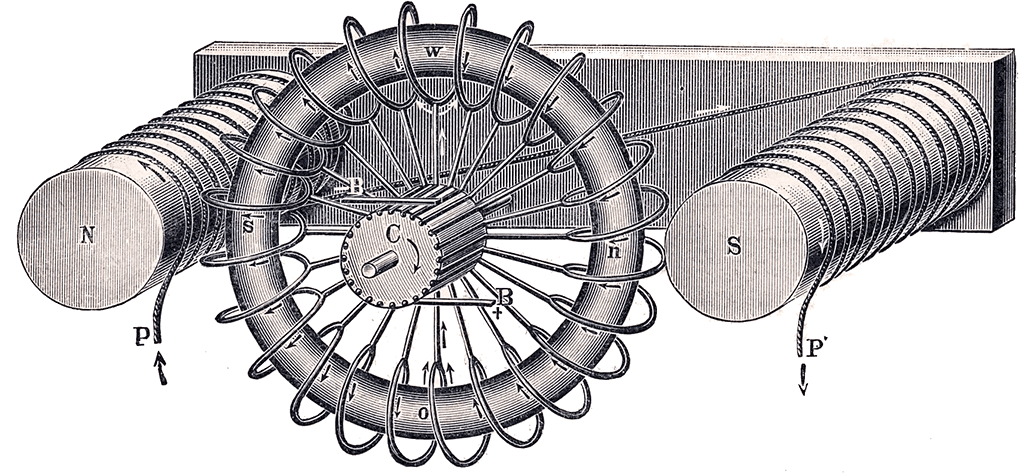
Ring van Pacinotti-Gramme

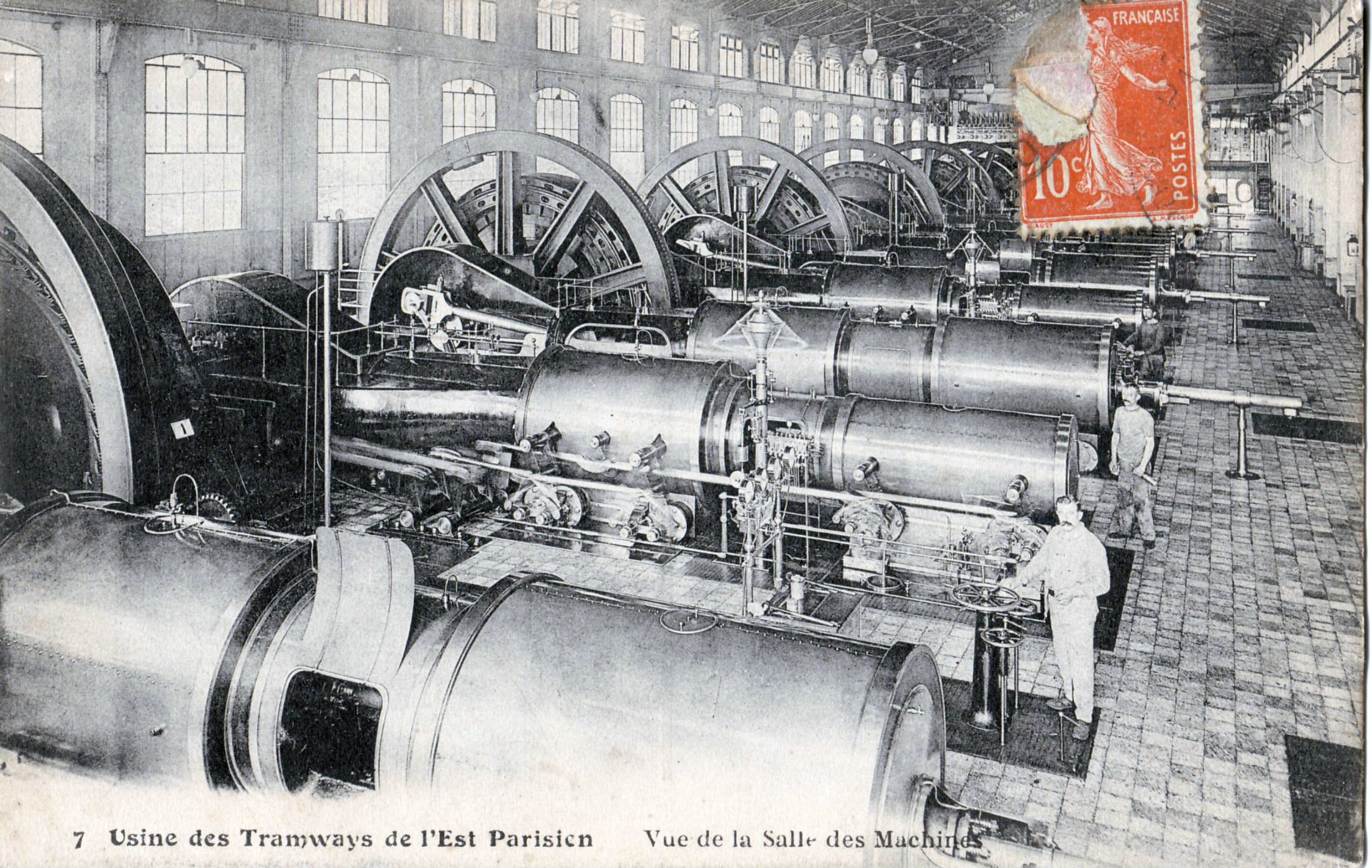
In het begin van de 20e eeuw werden dynamo's ingezet voor de productie van elektriciteit voor de trams van Oost-Parijs

In 1869 vond de Belgisch uitvinder Zénobe Gramme de naar hem genoemde gramme-dynamo uit. In 1871 demonstreerde Gramme deze machine voor het eerst aan de Académie des sciences, wetenschappelijke academie van Parijs.
De gramme-dynamo bestaat uit een vast gedeelte, de stator of inductor, en een draaiend gedeelte, de rotor of het anker.
Gramme borduurde verder op het ontwerp van Antonio Pacinotti met zijn macchinetta. De gramme-dynamo is opgebouwd uit een ringvormig anker van weekijzer waaromheen een dertigtal spoelen van koperdraad zijn gewikkeld. Dit anker kan vrij ronddraaien. Van de in serie geschakelde ankerspoelen is iedere tussenliggende verbinding aangesloten op de commutator waarover twee koolborstels lopen. In de stator wordt met behulp van een permanente magneet een magneetveld gecreëerd dat ook door het ronddraaiende ringanker en over de ankerspoelen loopt. Hierdoor wordt er een inductiespanning opgewekt in twee tegenover elkaar liggende spoelen van het anker. Deze geïnduceerde spanning komt via de commutator op de koolborstels te staan.
Bij voorgaande elektromagnetische machines (o.a. van Hippolyte Pixii) werd een permanente magneet langs een of twee magneetspoelen rondgedraaid. Alleen op de momenten dat de polen van de magneet de spoel passeerde werd een korte piek gelijkspanning opgewekt. Het resultaat was een sterk fluctueerde spanning met een laag vermogen in plaats van een gelijkmatige spanning. Door het grote aantal ankerspoelen in de gramme-dynamo was de geleverde spanning praktisch constant en kon de dynamo daarbij een bijna gelijkmatige gelijkstroom leveren met een hoog vermogen voor toepassingen met elektrolyse, namelijk het verzilveren van bestekken. Deze machine heeft, voor het opwekken van een sterker magneetveld, alleen nog elektromagneten nodig om een moderne gelijkstroomgenerator te worden.
Tijdens de wereldtentoonstelling van 1873 te Wenen demonstreerde Hippolyte Fontaine dat de gramme-dynamo ook als motor kon werken. De afstand tussen generator en motor kon meerdere kilometers bedragen. De gramme-machine werd zo de eerste sterke elektromotor, die vanaf dat moment industrieel kon worden toegepast voornamelijk in de galvano-industrie, en was vanaf dan veel meer dan alleen maar een wetenschappelijke curiositeit.
Tot aan vandaag de dag ligt het ontwerp van de gramme-dynamo aan de basis van alle gelijkstroommachines. Door Grammes innovaties die hij doorvoerde op z'n dynamo, hielp hij andere technici in de verdere ontwikkeling van nog betere elektrische machines.

## Werkingsprincipe[1]

Enkelpolige gramme-dynamo met één spoel om de gramme-ring. Daaronder een grafiek van de geproduceerde pulserende gelijkstroom wanneer de ring één keer ronddraait. Hoewel geen enkel toestel dit ontwerp gebruikt, is het een aanzet om de volgende tekeningen beter te begrijpen.

Eenpolige gramma-dynamo met twee spoelen om de gramme-ring. De tweede spoel bevindt zich aan de tegenoverliggende kant van de ring. De onderste spoel bevindt zich voor een zuidpool en de bovenste voor een noordpool. Beide bevinden zich in hetzelfde magnetisch veld. De spoelen zijn tegengesteld geschakeld. De stroom wordt afgenomen via de koolborstels.
Eenpolige gramma-dynamo met vier spoelen om de gramme-ring. De spoelen A en A' werken samen, evenals de spoelen B en B'. De spoelenparen produceren twee stroompulsen die 90° ten opzichte van elkaar verschoven zijn. Als de spoelen A en A' een maximale spanning leveren, leveren de spoelen B en B' geen spanning.
Eenpolige gramma-dynamo met zes spoelen om de Gramme-ring en een grafiek van de geproduceerde spanning. Iedere puls is 120° in fase verschoven ten opzichte van de andere en de pulsen zijn samengevoegd.

## Websites
- (de)  Gramme-Motor. gearchiveerd
- (en)  Biografie Zénobe Theophile Gramme. The Hebrew University of Jerusalem. Gearchiveerd op 20 juni 2008.